# 伊地知幸介

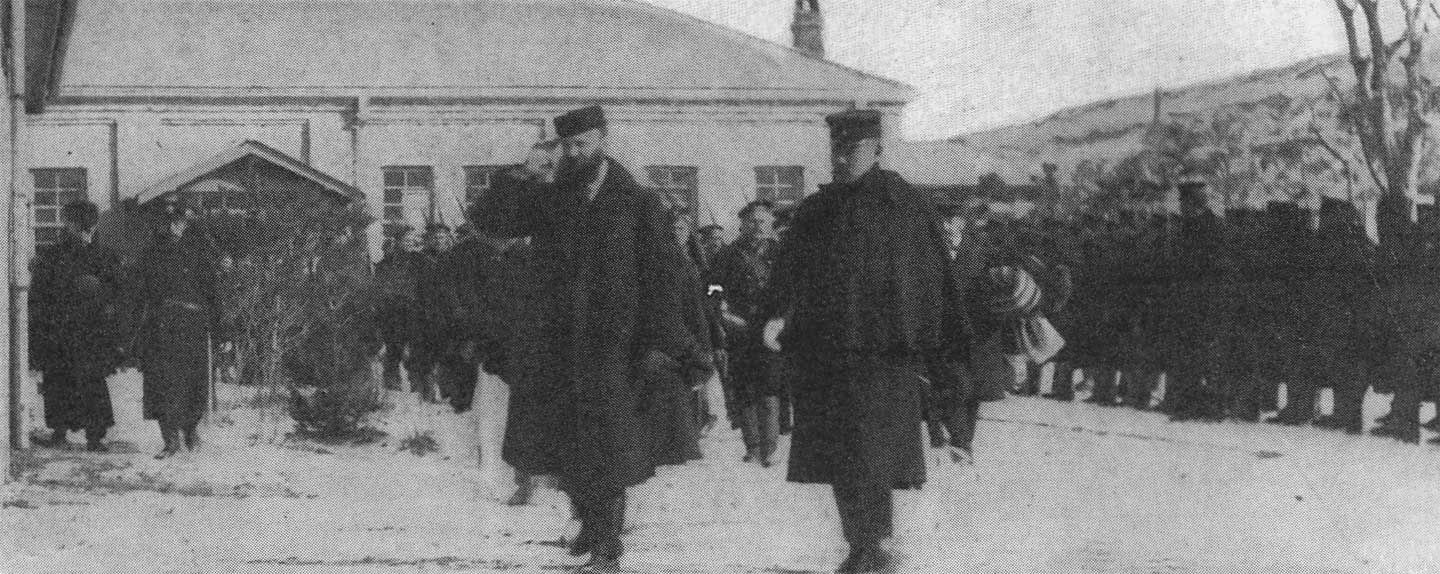
俄國駐朝鮮公使巴甫洛夫與伊地知在漢城,1904年

伊地知 幸介（いぢち こうすけ、日本安政元年1月6日（1854年2月3日） - 大正6年（1917年1月23日）薩摩國出身之陸軍軍人。爵位為男爵。最終階級為陸軍中將。

## 經歷
薩摩藩士伊地知直右衛門的長男。屬薩摩閥之一人，第一任妻子為陸軍元帥大山巖的侄女。被拔擢為上京御親兵（以後為近衛兵）。陸軍幼年學校畢業、明治8年（1875年）12月陸軍士官學校入學。明治10年（1877年）4月至5月在西南戰爭出征。明治12年（1879年）2月、任官砲兵少尉，同年12月、陸軍士官學校畢業。
明治13年（1880年）先到法國、4年後再到德意志帝國留學。這期間受到德國参謀総長赫尔穆特·卡尔·贝恩哈特·冯·毛奇的信頼轉而介紹參謀將校德福葉大尉指導伊地知戰略戰術，由乃木希典得到的伊地知翻譯的戰術講義上有這樣寫著。 明治22年（1889年）11月、進級砲兵少佐，就任野戰砲兵第1聯隊大隊長。甲午戰爭時任第2軍參謀副長隨軍出征。之後、擔任過大本營參謀、參謀本部第1部長、英国駐在武官等職務。
明治33年（1900年）4月、升進少將。同年10月、任參謀本部第1部長，之後歷任野戰砲兵監、京城公使館付等職。明治37年（1904年）5月、就任第3軍參謀長，日俄戰爭時規劃實施旅順會戰。明治38年（1905年）1月、被任命為旅順要塞司令官，後轉任東京灣要塞司令官。明治39年（1906年）7月、同期中首位晉升為陸軍中將。
明治40年（1907年）9月、因日俄戰爭之戰功授任為男爵。明治41年（1908年）12月、親補為第11师团長。明治43年（1910年）11月待命，翌年11月因病休職。大正2年（1913年）1月，編入予備役。

## 親族
- 先妻 雪子 大山彦八（大山巌之兄）的女兒
- 後妻 キミ 高階經本的女兒
- 女婿 小川武次（陸軍少佐）

## 脚注
1. ↑  歷史街道（日语：歴史街道）2011年11月号p41